# Lacrosse

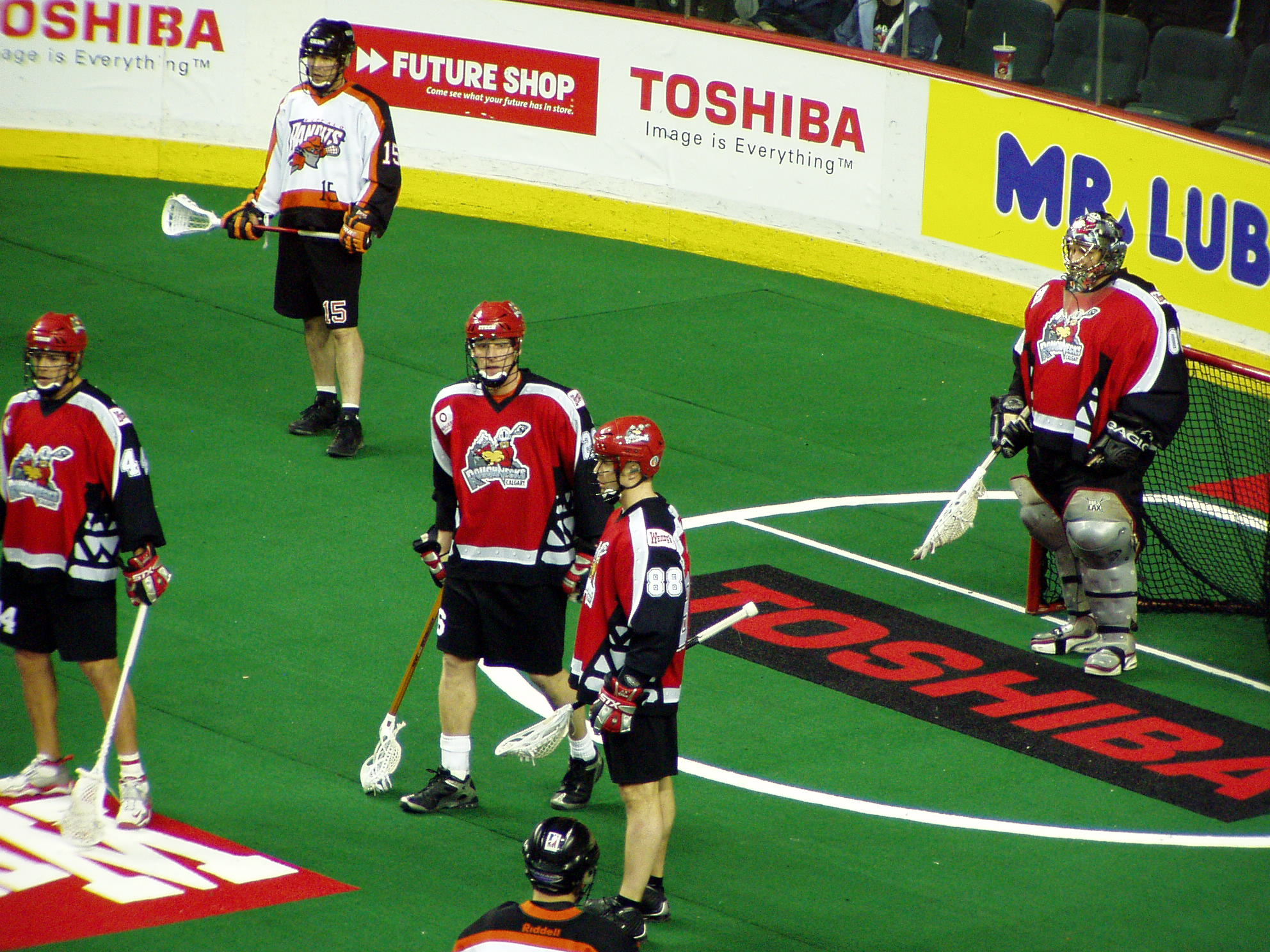
Lacrosse w hali w męskim wykonaniu

Lacrosse (fr. la crosse – zakrzywiony kij) – zespołowa gra sportowa pochodzenia indiańskiego, której zasady ostatecznie ustalono w pierwszej połowie XIX w. w Kanadzie (gdzie uznano ją za sport narodowy); rozgrywana na trawiastym boisku, polega na umieszczeniu za pomocą specjalnej, trójkątnej rakiety piłki w bramce przeciwnika; 1904 i 1908 konkurencja olimpijska; uznawana za pierwowzór hokeja na lodzie.
Jej oryginalna nazwa brzmiała dehuntshigwa'es (w języku onondaga mężczyźni uderzają okrągły obiekt), da-nah-wah'uwsdi (w języku czirokeskim mała wojna), Tewaarathon (w języku mohawk młodszy brat wojny), oraz baggattawag (w języku odżibwe uderzają pośladki).

## Historia

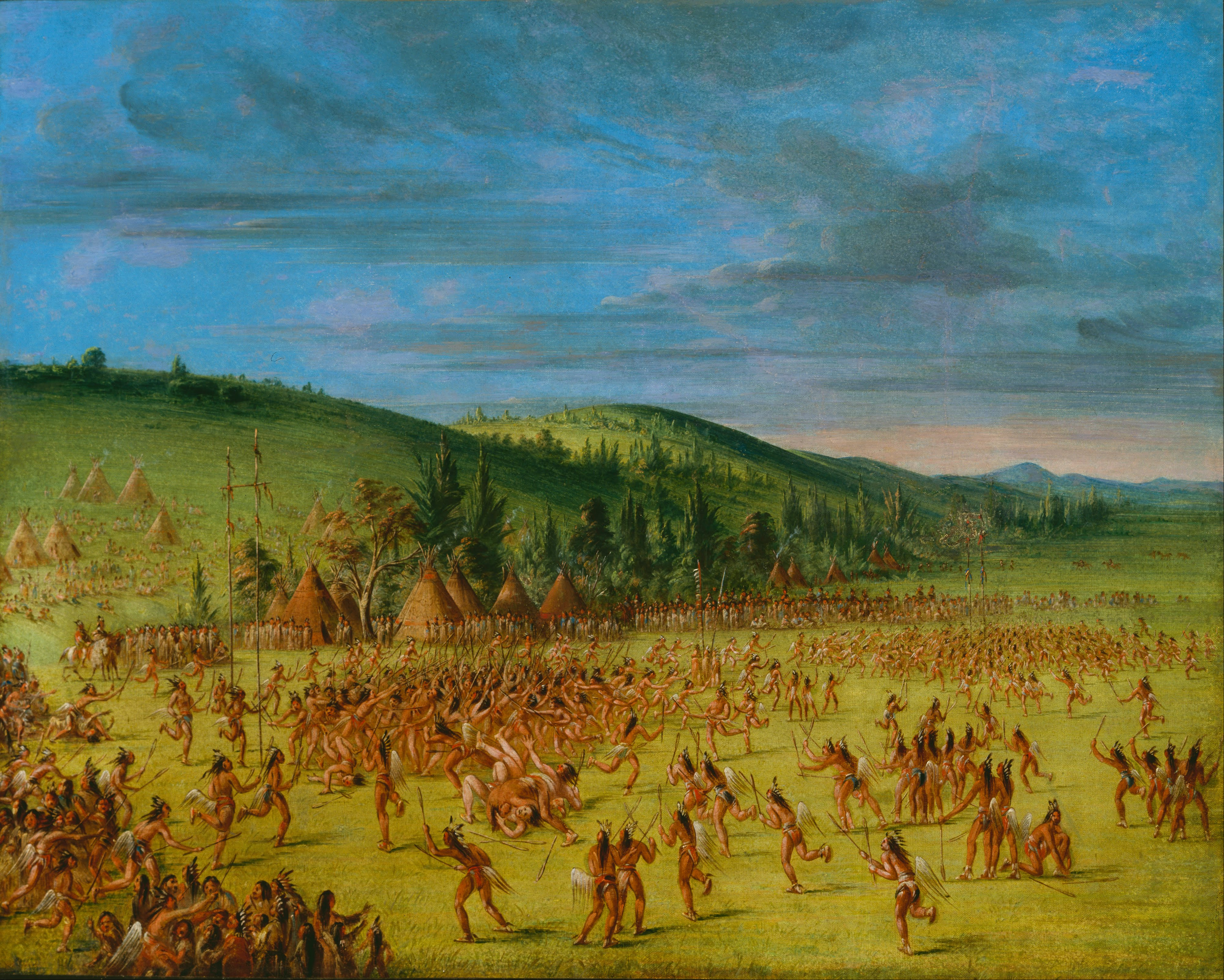
Lacrosse około 1830 roku

Wielu badaczy uważa lacrosse za pierwszy amerykański sport narodowy. Na przestrzeni wieków w grze tej doszło do wielu modyfikacji, jednakże podstawy pozostały niezmienione. Indiańskie drużyny liczyły kilkuset zawodników, boiska zaś miały czasem długość kilku kilometrów. Zawodnicy korzystali z dwóch kijów, od czasu przywiezienia do Ameryki koni zdarzało się, że gracze dosiadali końskich grzbietów. Nie używano tradycyjnych bramek złożonych z dwóch wbitych w ziemię drążków, rolę bramki spełniały drzewa czy skały. Piłka była wykonana ze skóry jelenia. Mecze mogły trwać od świtu do zmierzchu, a nawet dwa lub trzy dni. Gra miała charakter edukacyjny: uczyła współzawodnictwa, pomagała także młodszym zawodnikom znaleźć w sobie odwagę, potrzebną podczas prawdziwych bitew.
Ludzie Zachodu poznali tę grę w 1636 roku, kiedy to jezuicki misjonarz francuskiego pochodzenia, Jean de Brébeuf, zobaczył Irokezów grających w lacrosse. W 1763 roku, kiedy Kanada dostała się pod panowanie brytyjskie, gra została wykorzystana jako element podstępu: kiedy załoga Fortu Michilimackinac świętowała 2 czerwca urodziny króla, uczestniczący w Powstaniu Pontiaka Odżibwejowie zaprosili ich do obejrzenia gry zwanej „baggataway” (czyli lacrosse). Gdy gra zbliżyła się wystarczająco blisko bram fortu, nagle zawodnicy odrzucili rakiety, chwycili za broń i zaatakowali Anglików. W walce poległo 15 z 35 żołnierzy garnizonu, a fort przez rok pozostawał w rękach indiańskich powstańców.
W miarę upływu czasu, ze względu na ingerencję francuskich osadników, gra ta stawała się coraz mniej brutalna, nabierała charakteru sportu, jaki znamy obecnie. W 1856 roku dentysta George Beers skodyfikował zasady i założył klub Montreal Lacrosse Club. Skrócił czas meczu, ograniczył liczbę zawodników do dziesięciu. Na początku XX w. lacrosse stał się popularny w szkołach, w 1904 i 1908 roku był dyscypliną olimpijską.
W latach 30. XX wieku rozpowszechniła się wersja halowa tego sportu – obecnie najpopularniejsza jego odmiana w Kanadzie.

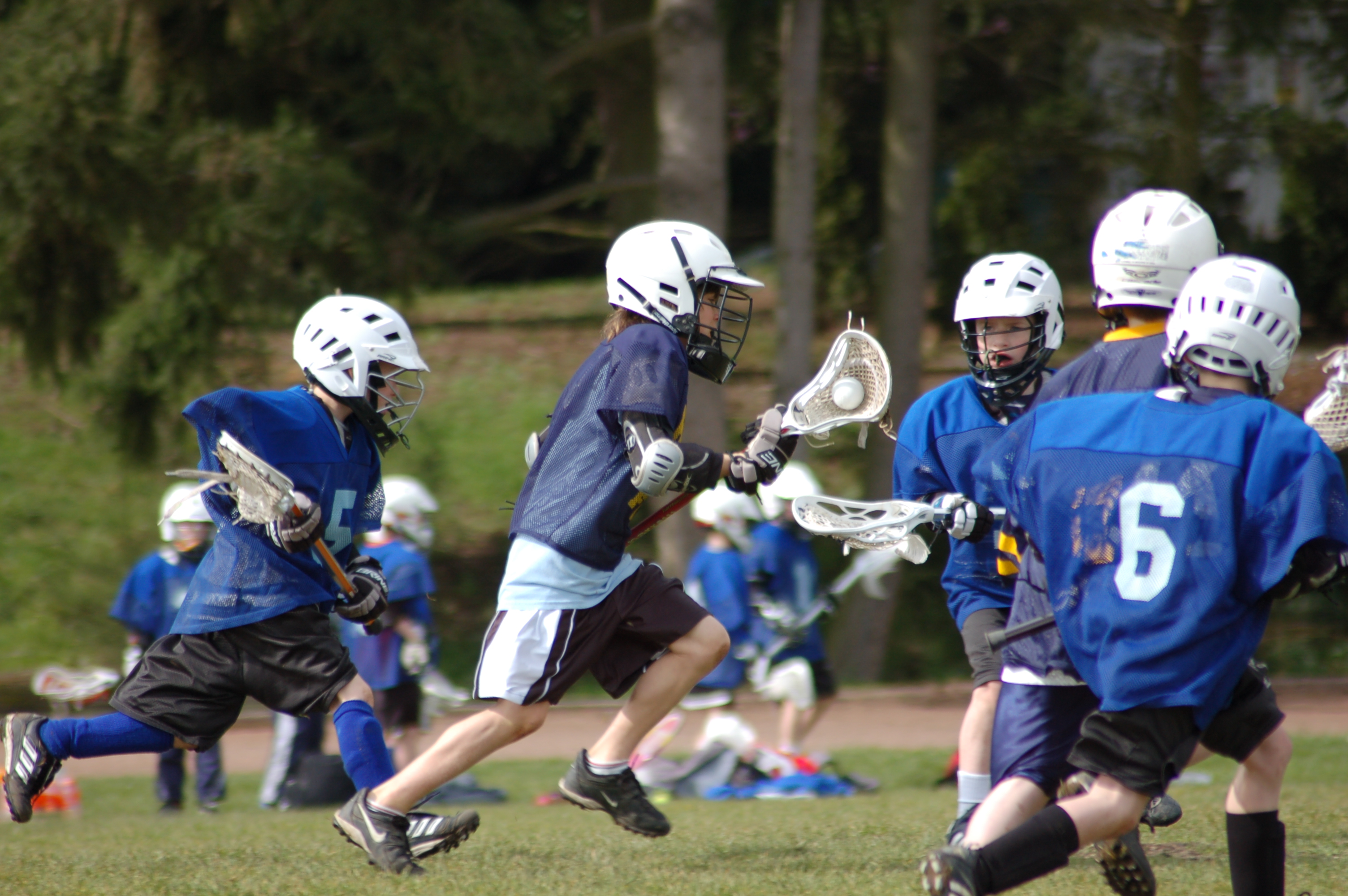
Rozgrywki pee wee

W Stanach Zjednoczonych lacrosse jest popularny głównie w stanach: Maryland (tam jest oficjalnym sportem zespołowym), Nowy Jork, New Jersey, Pensylwania oraz w Nowej Anglii i na terenach na wschodnim wybrzeżu. Współcześnie popularność sportu rośnie na zachodzie kraju, głównie ze względu na jego dużą medialność, widowiskowość, popularność w szkołach i rozgrywki dla dzieci „pee wee”. Od czasu wprowadzenia do sprzętu plastikowych elementów w latach 70. XX w., mecze są dużo szybsze, samo wyposażenie zawodnika jest zaś lżejsze. W trzech najważniejszych szkolnych ligach na terenie Stanów Zjednoczonych, zarządzanych przez NCAA, rywalizuje odpowiednio: 57, 35 i 130 drużyn męskich. W zawodowej National Lacrosse League (zawody halowe) rywalizuje 9 drużyn (trzy kanadyjskie), w Major League Lacrosse (ziemny) 8 drużyn (jedna z Kanady). W Australii istnieją 3 drużyny.

## Lacrosse na odkrytym stadionie
Na otwartym boisku rywalizują ze sobą dwie drużyny, z których każda liczy po 10 zawodników. Mecz trwa 60 minut, jest podzielony na kwarty, po 15 minut każda. Ich celem jest wbicie gumowej piłki o barwie białej, żółtej lub pomarańczowej o obwodzie ok. 20 cm (7,75 – 8 cali) i masie ok. 150 g (5 – 5,25 uncji) do bramki przeciwnika.
Boisko ma wymiary ok. 100 × 50 m (110 × 60 jardów), bramka ma 1,8 × 1,8 m (6 × 6 stóp) i zaopatrzona jest w siatkę podobną do tej stosowanej w hokeju na trawie. Każda z bramek znajduje się w środku półkola o średnicy równej 5,4 m (18 stóp).

Diagram przedstawiający wymiary boiska do Lacrosse

Każda z drużyn składa się z 3 atakujących, 3 pomocników, 3 obrońców i bramkarza. Zawodnicy mogą używać dwóch rodzajów kijów: tzw. short crosse o długości ok. 1 m (od 40 do 42 cali) lub long crosse o długości do 1,5 m (od 52 do 72 cali). Bramkarz może mieć kij o długości pomiędzy 1 m a 1,5 m (40-72 cale). W swoim najszerszym punkcie kosz kija może mieć co najwyżej 15,24 cm (6 cali) z wyjątkiem kija bramkarza, który może mierzyć maksymalnie 38,1 cm (15 cali). W obu przypadkach kosz kija w swoim najwęższym miejscu powinien mieć nie mniej niż 6,35 cm (2,5 cala). W większości przypadków formacje ofensywne stosują krótsze wersje kijów, dłuższe wersje zaś są wykorzystywane przez obrońców. Jednocześnie na boisku może znajdować się nie więcej niż czterech zawodników z długimi kijami. Zawodnicy mają na sobie kaski, rękawice, a także ochraniacze.
Gracze zbierają piłkę z ziemi i podają ją między sobą, rzucając. Wolno im biec z piłką, mogą też zakrywać ją swoją rakietą, pod warunkiem, że w ten sposób nie przerywają gry. Mecze mają wysokie tempo, zazwyczaj pada od dziesięciu do dwudziestu bramek w każdym.

## Zasady
Zasady tej gry reguluje Międzynarodowa Federacja Lacrosse. Lacrosse jest sportem kontaktowym. Drobne starcia, zderzanie się kijami jest dozwolone i traktowane jako element gry.
Każdą z kwart zaczyna tzw. face-off. Polega on na walce specjalnie wyznaczonych do tego celu zawodników o piłkę. Obrońcy i atakujący nie mogą przekroczyć wyznaczonych linii, dopóki jeden z pomocników nie przejmie piłki. Face-off rozpoczyna grę także po każdej zdobytej bramce.
W męskiej odmianie tego sportu istnieją dwa rodzaje przewinień. Pierwsze to osobiste, karane pobytem na ławce kar, który może trwać jedną, dwie lub trzy minuty. Drugie to faule techniczne, które kończą się dużo mniej restrykcyjnymi karami.

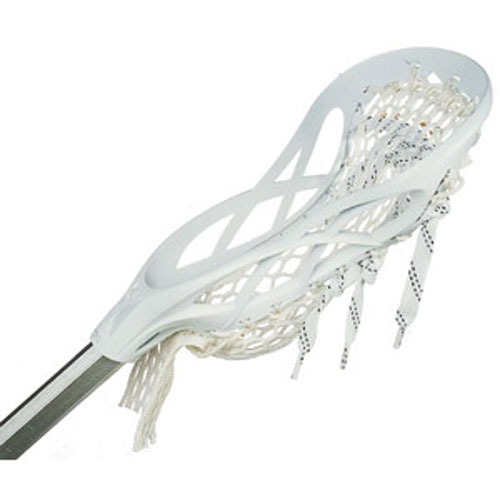
Rakieta do męskiego lacrosse

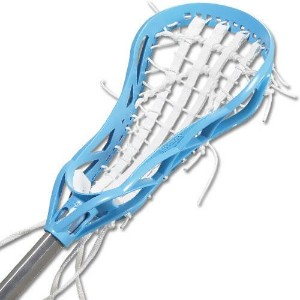
Rakieta do żeńskiego lacrosse

### Przewinienia osobiste
- złośliwe dotknięcie dowolnej części ciała zawodnika drużyny przeciwnej, innej niż rakieta
- uderzanie przeciwnika poniżej pasa dowolną częścią ciała
- kontakt z przeciwnikiem przy pomocy rączki rakiety
- niesportowe zachowanie (zawodnika lub trenera)
- nieuzasadniona przemoc
- nielegalna rakieta – za długa lub zbyt cienka
- niewłaściwe formy kontaktu z przeciwnikiem (uderzenia poniżej pasa, uderzenie przeciwnika bez piłki)
- niewłaściwy sprzęt (np. brak ochraniaczy na zęby, niewłaściwie założone ochraniacze)
- niewłaściwe rękawice – zabronione przez regulamin.

### Przewinienia techniczne
- przytrzymywanie przeciwnika
- przeszkadzanie zawodnikowi drużyny przeciwnej we wzięciu udziału w meczu
- spalony – ma miejsce, kiedy w strefie obronnej znajduje się mniej niż czterech zawodników, lub kiedy w strefie ataku znajduje się mniej niż trzech graczy
- popychanie
- przetrzymywanie piłki w celu przedłużenia czasu gry drużyny przeciwnej
- odpychanie wolną ręką zawodnika obrony przez zawodnika prowadzącego piłkę
- przeszkadzanie w prowadzeniu działań defensywnych, poprzez blokowanie obrońcy przez zawodnika nie będącego w posiadaniu piłki.

## Lacrosse kobiet

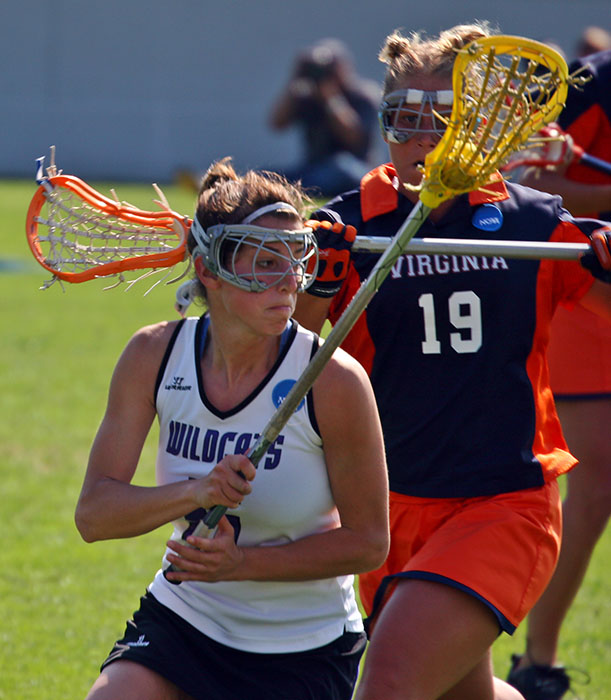
Kobieta grająca w lacrosse w lidze NCAA

Zasady żeńskiej wersji tego sportu zasadniczo różnią się od tych przyjętych w rozgrywkach mężczyzn. Różnice te służą przede wszystkim do ograniczenia kontaktu fizycznego między zawodniczkami. Kobiety grają bez kasków i ochraniaczy, a jedynie w goglach i z ustnikiem. Mimo złagodzonych zasad gry, często zdarzają się kontuzje i różnorodne urazy. W związku z różnicami w budowie główki kija, trudniej jest złapać piłkę, a także oddać silny strzał. W kobiecej drużynie są trzy atakujące, pięć pomocniczek, trzy obrończynie i bramkarka. W ataku lub obronie przebywać może jednocześnie siedem zawodniczek, pozostałe cztery są odgrodzone od strefy ataku lub obrony specjalną linią.
Istnieją dwa rodzaje fauli: duże i małe. Różnica pomiędzy nimi polega na tym, że za faule duże kara jest bardziej restrykcyjna; zawodniczka musi stanąć cztery metry za osobą, którą faulowała.
Mecz trwa 60 minut, podzielony jest na połowy, po 30 minut każda. Czas gry liczony jest bez uwzględniania przerw technicznych, z wyjątkiem ostatnich dwóch minut gry, kiedy są one brane pod uwagę. W momencie, kiedy zawodniczki słyszą gwizd sędziego, muszą się zatrzymać w miejscu. Graczom nie wolno dotykać piłki własnym ciałem.
Zasady żeńskiej wersji lacrosse ulegały licznym zmianom w czasie ostatnich dziesięciu lat. Główne dotyczyły liczby zawodniczek, które mogą przebywać w określonych częściach boiska. Zmiany w normach dla kijów spowodowały, że zawodniczki mogą szybciej się przemieszczać i łatwiej wykonywać sztuczki. Od 2002 roku w Stanach Zjednoczonych gogle należą do wymaganego wyposażenia, nie jest to jednak reguła obowiązująca na całym świecie.
Kary mogą mieć postać następujących kartek:
- zielona kartka, którą otrzymuje kapitan drużyny za opóźnianie gry
- żółta kartka, która jest karą za pierwsze przewinienie i skutkuje opuszczeniem przez zawodnika pola gry na dwie minuty
- czerwona kartka, która jest rezultatem dwóch żółtych kartek lub niesportowego zachowania, skutkuje opuszczeniem przez gracza boiska na pięć minut

Pierwszy trening polskiej drużyny żeńskiej Lacrosse – Kosynierek Wrocław – odbył się 23 marca 2009 r. we Wrocławiu przy wsparciu drużyny Kosynierzy Wrocław.

## Lacrosse w hali
W Kanadzie dużą popularność zdobyła wersja tego sportu rozgrywana w halach (box lacrosse). Są to lodowiska, na których zwykle gra się w hokeja; latem po usunięciu lodu, lub zimą, kiedy lód jest przykrywany warstwą sztucznej murawy. Gra ta zdobyła popularność w latach 30. XX w., zastępując praktycznie klasyczną odmianę lacrosse w tym kraju.

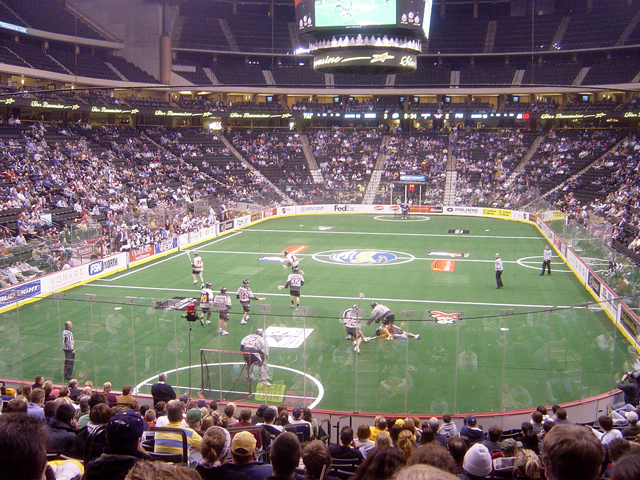
Mecz halowej wersji lacrosse w Minnesocie

Boisko i bramki są mniejsze; istnieje też zasada, mówiąca o tym, że po przejęciu piłki drużyna ma 30 sekund na oddanie strzału. Gra trwa 4 × 15 minut i jest podzielona na kwarty, co także odróżnia ją od lacrosse na odkrytym stadionie. Mecze zazwyczaj są brutalniejsze niż w klasycznej odmianie tego sportu. Umieszczenie rozgrywek na zamkniętym obiekcie pozwala na rozgrywanie spotkań także w zimie (indoor lacrosse).
Gra ta jest także popularna w Czechach (prawdopodobnie ze względu na popularność hokeja na lodzie w tamtym kraju), Australii, Szkocji i USA. Kraje te, a także reprezentacje Kanady i Irokezów, wzięły udział w Halowych mistrzostwach świata w lacrosse w 2003 roku. Impreza ta została zorganizowana po raz pierwszy, w finale zwyciężyła drużyna Kanady, pokonując Irokezów 21:4.
Mistrzowie świata w box lacrosse:
| Rok  | Państwo |
| ---- | ------- |
| 2003 | Kanada  |
| 2007 | Kanada  |
| 2011 | Kanada  |

## Lacrosse na świecie
O ile obecnie w lacrosse gra się na całym świecie, o tyle jeszcze w latach 80. XX wieku był znany tylko w Kanadzie i USA, z niewielkimi społecznościami graczy w Wielkiej Brytanii i Australii. Od tego czasu jego popularność bardzo wzrosła, rozszerzając się na kraje europejskie (np. Czechy), a także Azję.

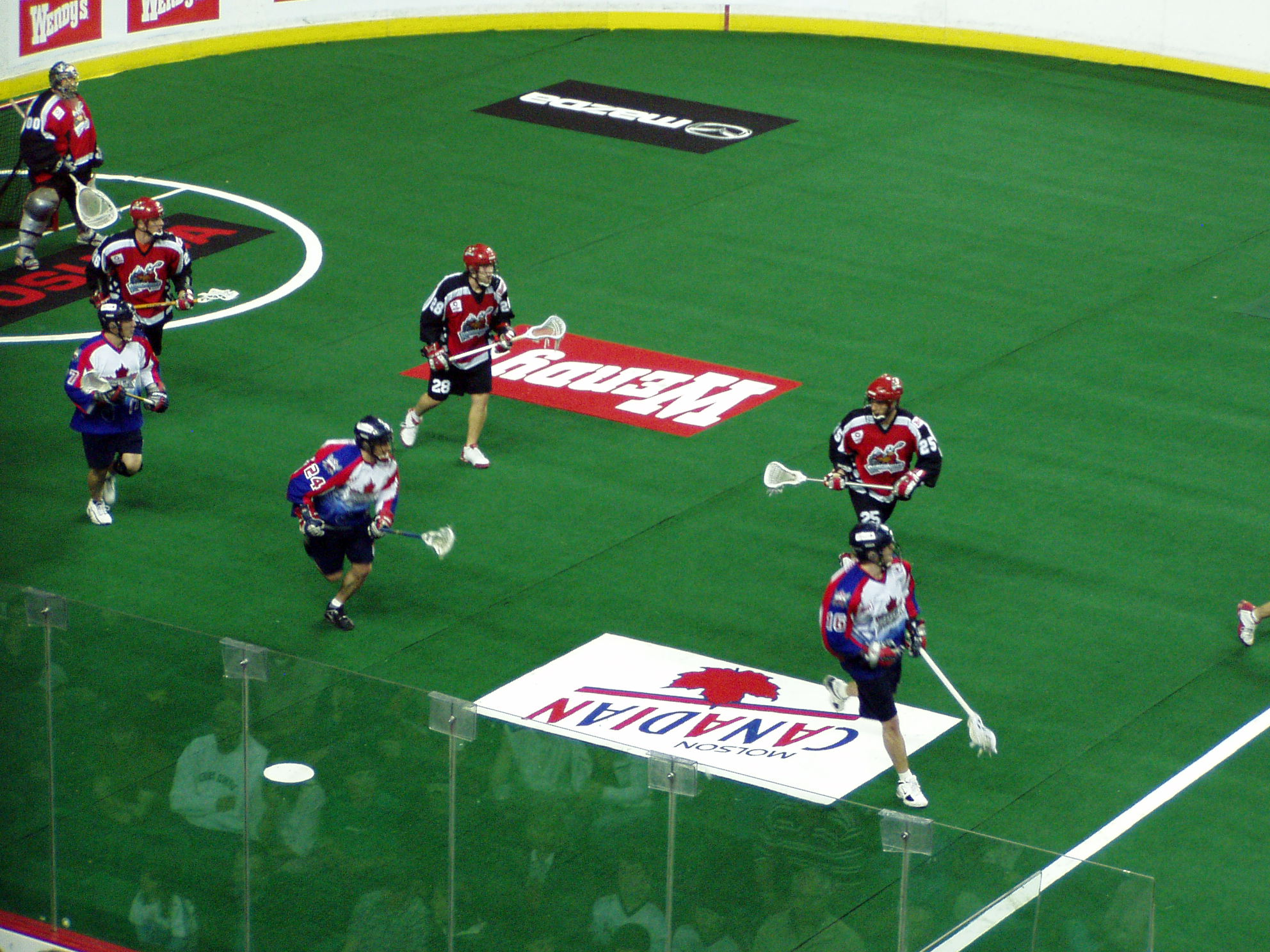
Mecz lacrosse

Odkąd w 1908 roku lacrosse przestał być sportem olimpijskim, najważniejszą imprezą w tej dyscyplinie są mistrzostwa świata, organizowane co cztery lata. Obecnie są rozgrywane w kategoriach seniorów mężczyzn i kobiet, a także juniorów (do lat 19) mężczyzn i kobiet. Do roku 1986 w imprezach tych brały udział tylko USA, Kanada, Anglia i Australia. Szkocja i Walia brały udział w zawodach kobiet. Dzięki rosnącej popularności tego sportu, w 2004 roku w mistrzostwach świata kobiet wzięło udział 10 drużyn, zaś w męskiej edycji w 2006 roku 21 drużyn.
Drugą pod względem wielkości imprezą są mistrzostwa Europy w lacrosse. Europejska Federacja Lacrosse organizuje zawody dla mężczyzn i kobiet od 1995 roku. Przed 2004 rokiem rywalizowało tylko 7 drużyn, jednak w turnieju w 2004 roku wzięło udział łącznie 20 drużyn, co uczyniło mistrzostwa Starego Kontynentu największą imprezą roku w tej dyscyplinie sportu.

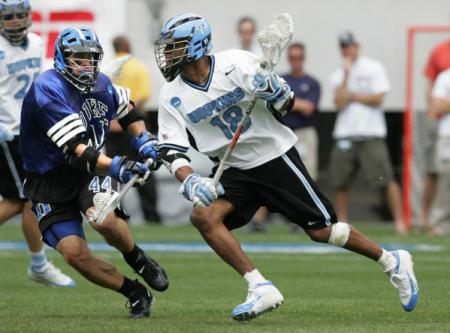
Mecz lacrosse w ramach rozgrywek NCAA

Mistrzostwa świata są zdominowane przez reprezentację USA, która wśród mężczyzn tylko dwukrotnie nie zdobyła tytułu: w 1978 i 2006 roku (w obu przypadkach na rzecz Kanady). Na kobiecej edycji mistrzostw USA zdobyły 5 z 7 możliwych do zdobycia tytułów, mimo tego, że w spotkaniach z reprezentacją Australii mają gorszy bilans spotkań bezpośrednich (5 zwycięstw, 6 porażek, 1 remis).
Najwyższe w historii wyniki nie padły jednak na spotkaniach potentatów, jakimi są USA i Kanada. W 1967 roku Brytyjczycy pokonali jedną z drużyn z Nowego Jorku 40:0. W rozgrywkach europejskich najwyższym rezultatem okazał się ten z meczu pomiędzy Szkocją i Niemcami, który zakończył się wynikiem 34:3 w 1994 roku.
Reprezentacja Irokezów jest jedyną narodową drużyną złożoną z Indian, biorącą udział w międzynarodowych zawodach sportowych. Została zarejestrowana w Międzynarodowej Federacji Lacrosse w 1990 roku. Zajmowała wysokie miejsca podczas mistrzostw świata w 1994, 1998, 2002 i 2006 roku, najważniejszym partnerem drużyny jest firma Nike.
Od 1 października 2004 roku lacrosse jest oficjalną drużynową dyscypliną sportową amerykańskiego stanu Maryland, gdzie sport ten jest popularny. Drużyna uniwersytecka Uniwersytetu Johnsa Hopkinsa mającego swoją siedzibę w Maryland, dziewięciokrotnie zdobywała mistrzostwo Stanów Zjednoczonych, a na Letnich Igrzyskach Olimpijskich w 1928 roku w Amsterdamie reprezentowała Stany Zjednoczone. W stolicy Maryland, Annapolis, w 2005 roku odbyły się mistrzostwa świata kobiet w lacrosse. W 1997 roku w Baltimore otwarto muzeum lacrosse oraz narodową galerię sław tej dyscypliny sportu.

## Lacrosse w Polsce
Od 2007 roku lacrosse zaczął rozwijać się również w Polsce. W grudniu 2007 roku powstał w Poznaniu pierwszy w Polsce oficjalny klub lacrosse Poznań Hussars, w marcu 2008 – Kosynierzy Wrocław. W sierpniu 2008, treningi rozpoczęła drużyna Grom Warszawa, zaś w listopadzie 2009 r. powstał czwarty klub – Kraków Dragons (aktualnie Kraków Lacrosse Kings). W 2009 roku powstały także pierwsze Polskie drużyny żeńskiego lacrosse – Kosynierki Wrocław i Sztorm Warszawa. W 2010 na polskiej scenie lacrosse'owej pojawił się klub Legion Katowice. W sierpniu 2010 roku powstał także w Łodzi – Ravens Łódź, a sierpniu 2011 roku drużyna w Oświęcimiu – LC Spartans Oświęcim. Od sezonu 2010/2011 są rozgrywane mistrzostwa Polski. Pierwszym mistrzem Polski została drużyna Poznań Hussars, która wygrała ligę składającą się z 4 zespołów. Rok później w lidze wystartowało 5 drużyn, a najlepsi okazali się zawodnicy drużyny Kosynierzy Wrocław. W sezonie 2012/2013 liga składała się z 7 zespołów.
17 kwietnia 2008 r. we Wrocławiu został rozegrany pierwszy mecz lacrosse w Polsce. Kosynierzy Wrocław zremisowali z Poznań Hussars 5:5.

## Lacrosse w kulturze
Jak do tej pory Lacrosse praktycznie nie był wykorzystywany przez twórców kultury światowej. Jednym z nielicznych wyjątków jest wydany 21 listopada 1995 roku komiks „The Last Of The Moheducks”, stworzony na podstawie scenariusza autorstwa Jeffa Hamilla, przez jednego z czołowych rysowników ze stajni Disneya, Vicara. Bohater tego komiksu, Kaczor Donald, przypadkiem przenosi się w przeszłość, wcielając się w postać Ciamajdowatego Kwęka, wojownika z plemienia Mohikwaków (wzorowanego na plemieniu Mohikan). Kiedy na arenie pojawia się wrogo nastawione plemię Irokezów, konflikt rozwiązany zostaje właśnie na boisku do Lacrosse. Donald zostaje bohaterem meczu i, wróciwszy do swoich czasów, robi karierę w profesjonalnych rozgrywkach ligowych. Dzieło to znane jest również polskim fanom: 3 września 1997 zostało ono wydane, pod tytułem „Ostatni Mohikwanin”, na łamach tygodnika „Kaczor Donald”.
W kinematografii lacrosse ukazany jest w filmie „Ostatni Mohikanin” w reż. Michaela Manna, w komedii „American Pie” w reż. Paula Weitza; w drugim odcinku pierwszej serii serialu „Dr House” w reż. Tony To; w serialu Teen Wolf, gdzie uczniowie Beacon Hills High School grają w lacrosse; w lacrosse grał także Sterling Archer w serialu Archer. Żeńską odmianę Lacrosse ukazano w takich filmach jak „Shaolin Girl” w reż. Katsuyuki Motohiro oraz „Wild Child” w reż. Nicka Moore’a.
Jeden z bohaterów powieści Czwarta ręka Johna Irvinga używa rakiety do lacrosse by wyrzucać psie odchody z trawnika.
W lacrosse grają Stifler i Chris, bohaterowie filmu American Pie.